# Kanianka wielka
Kanianka wielka (Cuscuta lupuliformis Krock.) – gatunek rośliny pasożytniczej z rodziny powojowatych (Convolvulaceae). Występuje od środkowej Azji (Mongolia, Chiny) po środkową Europę (najdalej na zachodzie sięgając po Niemcy i Holandię). W Polsce spotykana w dolinach większych rzek. 

## Morfologia

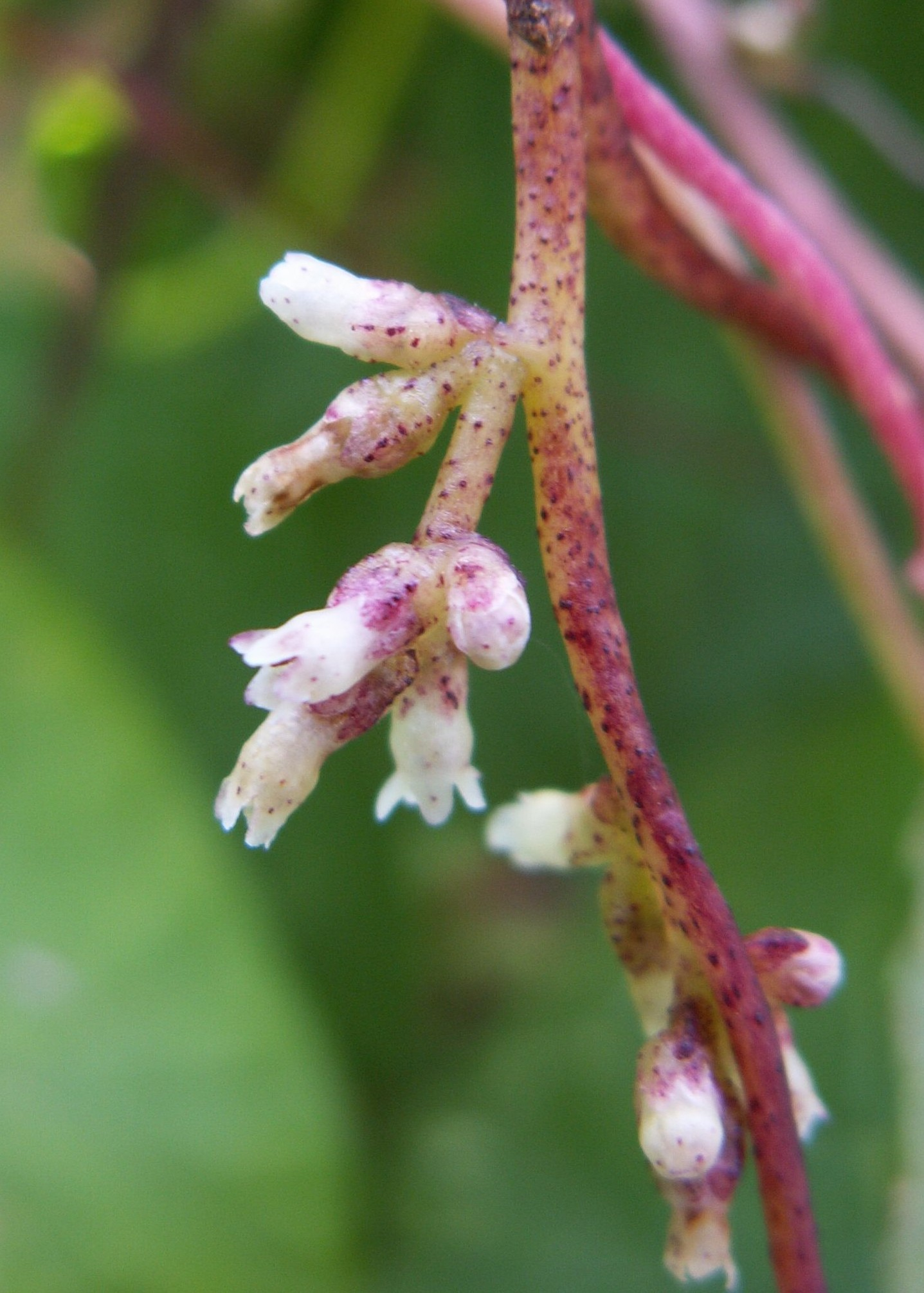
Kwiaty

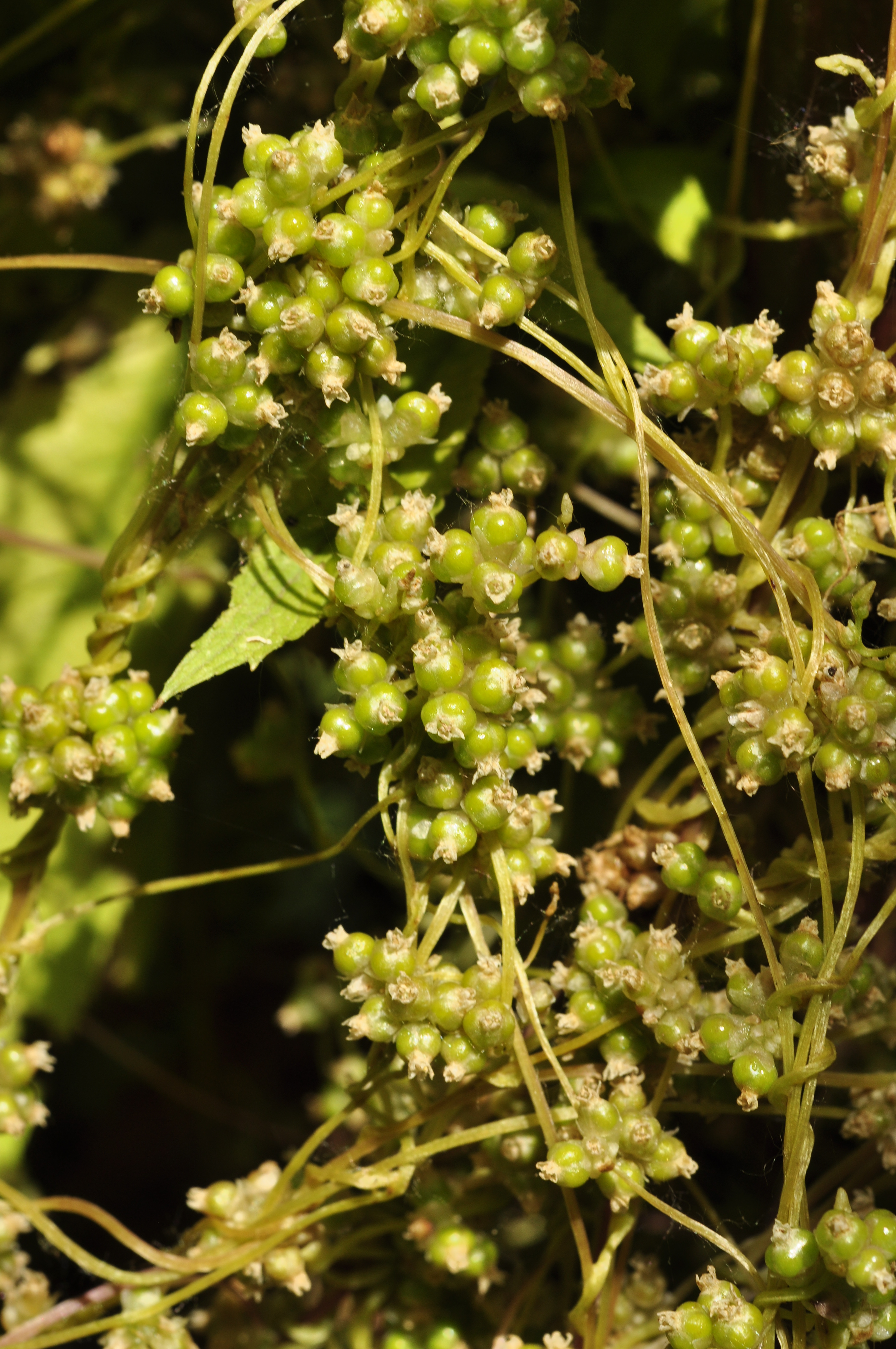
Owoce

ŁodygaPnąca, z licznymi ssawkowatymi wyrostkami.
LiścieSilnie zredukowane do małych, niezielonych łusek.
KwiatyDrobne, zebrane w pęczki, promieniste, obupłciowe.
OwoceKilkunasienna torebka.
KorzenieZamierają wkrótce po wykiełkowaniu rośliny.

## Biologia
Roślina pasożytnicza, prawie bezzieleniowa, jest pasożytem całkowitym, obligatoryjnym. Owija się dookoła rośliny żywicielskiej, z której czerpie wodę i substancje organiczne za pomocą ssawek wyrastających z łodygi. Ssawki wrastają do wiązek przewodzących rośliny żywicielskiej. 
Pasożytuje najczęściej na wierzbach i roślinach krzewiastych.
Jest rośliną trującą.